# Centracanthus
Centracanthus is een monotypisch geslacht van straalvinnige vissen uit de familie van picarellen (Centracanthidae). Het geslacht werd voor het eerst wetenschappelijk beschreven in 1810 door Constantine Samuel Rafinesque-Schmaltz.

## Soort
- Centracanthus cirrus Rafinesque, 1810